# Pavel Řehák
Pavel Řehák (Praag, 7 oktober 1963) is een voormalig Tsjechisch voetballer.

## Carrière
Pavel Řehák speelde tussen 1984 en 1999 voor Slavia Praag, JEF United Ichihara, Consadole Sapporo, Petra Drnovice en Yokohama FC.

## Statistieken

### J.League
| Seizoen | Club                | Competitie | J.League | J.League | J.League Cup | J.League Cup | Totaal | Totaal |
| Seizoen | Club                | Competitie | Wed.     | Dlp.     | Wed.         | Dlp.         | Wed.   | Dlp.   |
| ------- | ------------------- | ---------- | -------- | -------- | ------------ | ------------ | ------ | ------ |
| 1992    | JEF United Ichihara | J1 League  | -        | -        | 9            | 3            | 9      | 3      |
| 1993    | JEF United Ichihara | J1 League  | 31       | 16       | 5            | 3            | 36     | 19     |
| 1994    | JEF United Ichihara | J1 League  | 16       | 1        | 1            | 0            | 17     | 1      |
| Totaal  | Totaal              | Totaal     | 47       | 17       | 15           | 6            | 62     | 23     |